# 法務部行政執行署高雄分署辦公廳舍
法務部行政執行署高雄分署辦公廳舍，位於高雄市苓雅區，於2016年7月7日動工、2019年1月8日竣工，2019年12月2日啟用，西側與行政院南部聯合服務中心合署辦公大樓比鄰。

## 歷史
法務部行政執行署高雄分署自2001年成立後，長期與東南實業建設租用位於高雄市新興區復興一路80號的大樓作為辦公廳舍；然而，隨著空間逐漸不敷使用，且長期下來租用大樓不符效益，法務部行政執行署高雄分署決定投入新台幣3.368億元興建自有大樓，並委託內政部營建署代辦，除改善辦公環境外，也希望藉由新建自有大樓提升為民服務的品質及行政執行上的效益。
最初，法務部行政執行署高雄分署辦公廳舍計畫於高雄市苓雅區四維二路高雄市政府社會局長青綜合服務中心前興建，不過在高雄市政府的協商下，與高雄市政府辦理有償撥用，將原先的建築基地位置改至輔仁路，並轉撥部分土地興建行政院南部聯合服務中心合署辦公大樓。
而在內政部營建署的代辦下，由順裕營造負責建築工程，並遴選吳明杰建築師事務所為工程進行規劃設計及監造，並代辦招標、履約管理、驗收等採購程序。「法務部行政執行署高雄分署辦公廳舍新建工程」於2016年6月20日動工，2019年1月8日完工，2019年12月2日法務部行政執行署高雄分署遷入。

## 建築設計

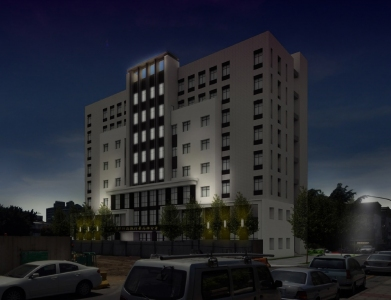
法務部行政執行署高雄分署辦公廳舍於夜間的模擬圖。

法務部行政執行署高雄分署辦公廳舍由吳明杰建築師事務所所設計，大樓地上8層、地下2層，採用鋼筋混凝土結構建造，基地面積廣達2,738平方公尺，樓地板面積則達10,760平方公尺。

### 外觀
與法務部行政執行署所屬的其他廳舍相同，法務部行政執行署高雄分署辦公廳舍的建築外觀採取明亮、簡潔的色系進行設計，展現法務部行政執行署的特色，營造開放、親民、便民及效率的意象。而底層部分，除以基座層加強視覺穩重的形象外，東西兩側也以遮陽深凹窗強化建築的量體感。
外觀的夜間照明設計，則以都市景觀意象為考量，呈現機關建築夜間的自明性。

### 外部空間
考量建築基地以體育場路為主要出入動線，法務部行政執行署高雄分署辦公廳舍東側設有開放性的空間提供人行動線、自行車設施；而作為主要出入面向、與計畫道路相鄰的南側，則設有退縮性的廣場作為緩衝；北側則延續西側人行道空間及綠帶，構成完整街廊。

## 設施配置
法務部行政執行署高雄分署辦公廳舍完工後，除作為法務部行政執行署高雄分署辦公廳舍外，內政部國土測繪中心也計畫進駐使用。

## 比鄰設施
法務部行政執行署高雄分署辦公廳舍與許多設施比鄰，包括有中山高速公路高雄交流道、高雄捷運橘線苓雅運動園區站、中正運動場及行政院南部聯合服務中心合署辦公大樓。